# كتاب العربي
كتاب ربع سنوي يصدر كملحق لمجلة العربي تصدره وزارة الإعلام بدولة الكويت لمحبي الآداب والفنون.